# Parahelpis smithae
Parahelpis smithae is een spinnensoort in de taxonomische indeling van de springspinnen (Salticidae).
Het dier behoort tot het geslacht Parahelpis. De wetenschappelijke naam van de soort werd voor het eerst geldig gepubliceerd in 2010 door Gardzińska en Żabka.